# SPINK7
SPINK7 (англ. Serine peptidase inhibitor, Kazal type 7 (putative)) – білок, який кодується однойменним геном, розташованим у людей на 5-й хромосомі. Довжина поліпептидного ланцюга білка становить 85 амінокислот, а молекулярна маса — 9 232.
| 10         |  | 20         |  | 30         |  | 40         |  | 50         |
| ---------- |  | ---------- |  | ---------- |  | ---------- |  | ---------- |
| MKITGGLLLL |  | CTVVYFCSSS |  | EAASLSPKKV |  | DCSIYKKYPV |  | VAIPCPITYL |
| PVCGSDYITY |  | GNECHLCTES |  | LKSNGRVQFL |  | HDGSC      |  |            |

A: Аланін

C: Цистеїн

D: Аспарагінова кислота

E: Глутамінова кислота

F: Фенілаланін

G: Гліцин

H: Гістидин

I: Ізолейцин

K: Лізин

L: Лейцин

M: Метіонін

N: Аспарагін

P: Пролін

Q: Глутамін

R: Аргінін

S: Серин

T: Треонін

V: Валін

Кодований геном білок за функціями належить до інгібіторів протеаз, інгібіторів серинових протеаз. 
Секретований назовні.